# Heilandskirche (Mürzzuschlag)

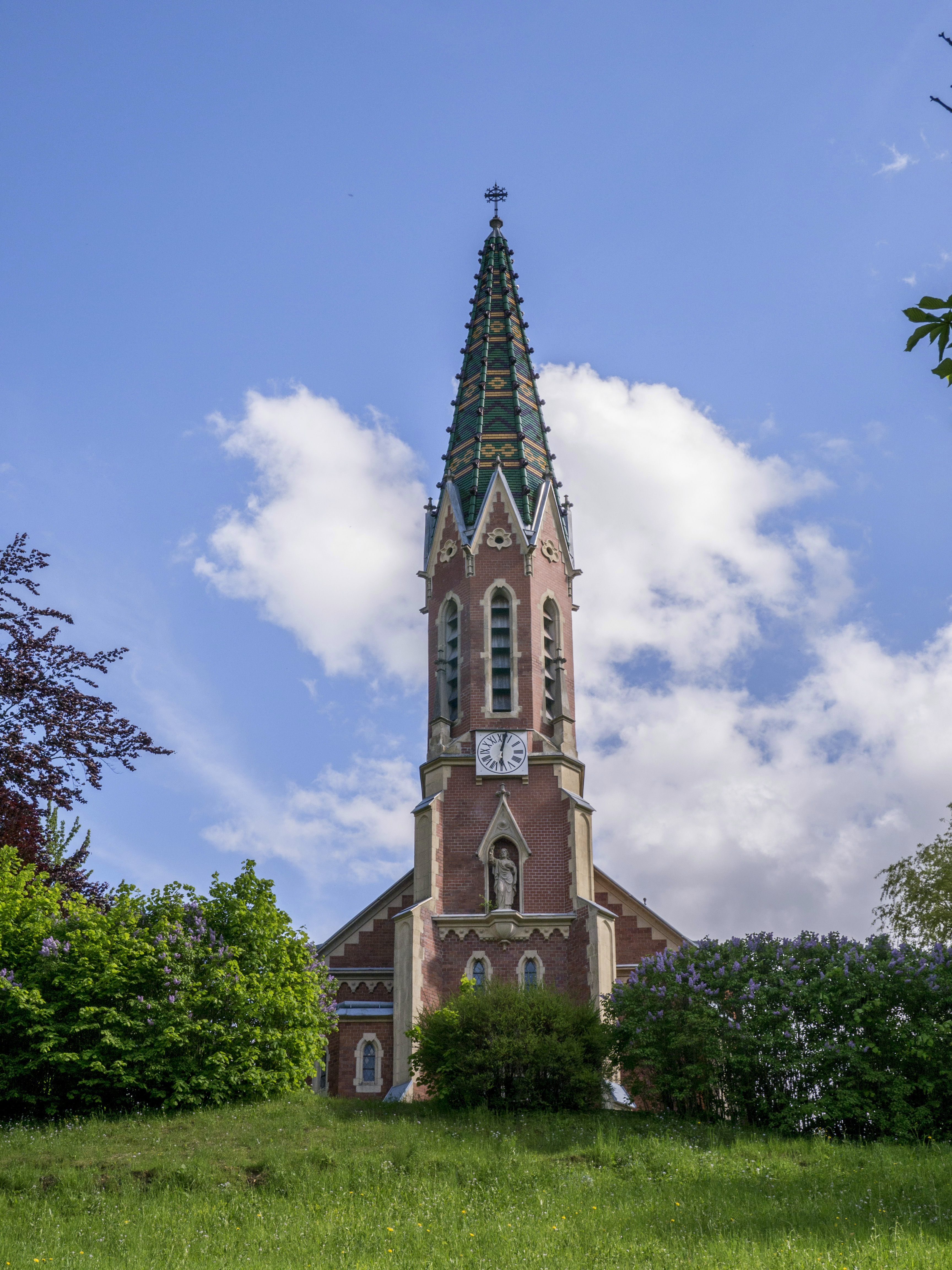
Evangelische Heilandskirche Mürzzuschlag

Die Heilandskirche steht auf einer Anhöhe im Süden der Stadtgemeinde Mürzzuschlag im Bezirk Bruck-Mürzzuschlag in der Steiermark. Die evangelisch-lutherische Pfarrkirche gehört zur Evangelischen Superintendentur A. B. Steiermark der Evangelischen Kirche A.B. in Österreich. Die Kirche steht unter Denkmalschutz (Listeneintrag).

## Geschichte
Der Kirchenbau erfolgte zur Versorgung der im Rahmen der Los-von-Rom-Bewegung neu eingerichteten evangelischen Gemeinde in Mürzzuschlag und wurde durch eine vom Dichter Peter Rosegger initiierte Spendensammlung von 30.000 Kronen in Deutschland ermöglicht.
Der Pfarrgründung war ein Konflikt mit der katholischen Kirche vorausgegangen. „1899 war es anlässlich eines evangelischen Gottesdienstes in der katholischen Georgibergkirche [bei Kindberg], die einem evangelischen Besitzer gehörte, zu einem wahren Kirchenstreit gekommen, der mit einem richterlichen Entscheid für die Evangelischen den Verlust der Kirche brachte. Ungewollt war dies aber ein Beitrag zum Kirchenbau in Mürzzuschlag.“

## Architektur
Die Kirche wurde nach den Plänen des Architekten Carl Steinhofer mit dem Baumeister Josef Panzl in neugotischen Formen erbaut. Die Grundsteinlegung erfolgte am 17. Juni 1900, und schon am 18. November desselben Jahres konnte, nach nur fünfmonatiger Bauzeit, die Einweihung gefeiert werden. Wie bei zahlreichen der zeitgenössischen Kirchenbauten von Friedrich von Schmidt ist die Kirche, ein durch Seitenflügel kreuzförmig erweiterter Saalbau, in Sichtziegelmauerwerk mit Werksteindetails ausgeführt. Ihm ist eingangsseitig ein schlanker Kirchturm vorgestellt, der in vereinfachter Form das Vorbild des Freiburger Münsterturms rezipiert. Im Innern ist der übersichtliche Kirchenraum kreuzrippengewölbt.
Zur bauzeitlichen Ausstattung der Kirche gehören ihre Glasfenster in Querschiff und Chor, darstellend Christus als Sämann  bzw. als Guten Hirten sowie die Apostel Petrus und Paulus. Als Stiftung Roseggers befindet sich eine Kopie der „Heiligen Familie“ von Franz Defregger in der Kirche.